# تلسکوپ فضایی پرتو گامای فرمی
تلسکوپ فضایی پرتو گامای فرمی (انگلیسی: Fermi Gamma-ray Space Telescope) یک تلسکوپ فضایی رصدگر پرتوی گاما است که در مدار نزدیک زمین به رصد آسمان می پردازد. این تلسکوپ فضایی در ۱۱ ژوئن ۲۰۰۸ توسط موشک دلتا ۲ به فضا پرتاب شد.